# Žilinski okraj
Žilinski okraj (slovaško Žilinský kraj, poljsko Kraj żyliński, madžarsko Zsolnai kerület) je eden od osmih slovaških okrajev, ki ga sestavlja 11 okrožij in 315 občin, od katerih jih ima 18 status mesta in v katerih živi skupaj skoraj 700.000 ljudi. Okraja je bil ustanovljen leta 1923. Je eden od bolj industrializiranih okrajev z več velikimi mesti. Glavno in največje mesto (četrto največje v državi) je Žilina z okoli 80.000 prebivalci, ki leži ob reki Váh.

## Geografija
Okraj se nahaja na severu Slovaške in ima površino 6.804 km2, na katerih živi 688.851 prebivalcev (2011). Območje je gorato, saj spada v Zahodne Karpate. Celotno območje pripada porečju reke Vah. Nekateri njeni levi pritoki so Turiec in Rajčanka ter njeni desni pritoki Belá, Orava in Kysuca. Narodni parki na ozemlju regije so Vel'ka Fatra, Nizke Tatre in Tatre; krajinska zavarovana območja so Strážovské vrchy, Kysuce in Horná Orava. Okraj meji na Prešovski okraj na vzhodu, Banskobistriški okraj na jugu, Trenčinski okraj na jugozahodu in zahodu, Češko (Zlinski okraj in Moravsko-šlezijski okraj) na severozahodu ter Poljsko (Šlezijsko vojvodstvo) na severu in severovzhodu.

## Zgodovina
Po padcu Velike Moravske v začetku 9. stoletja je območje postalo del Ogrske v 11. stoletju pa vse do leta 1920. Med drugo svetovno vojno je bilo območje na Slovaškem razdeljeno med okrožji Trenčin in Tatra. Leta 1945 je bil del vključen v Češkoslovaško. V letih 1949-1960 je obstajala enota z imenom Žilinska regija, ki pa je bila ukinjena leta 1960 in območje je postalo del nove Osrednjeslovaške regije, katere del je bilo do leta 1990, ko je bila ukinjena. Po osamosvojitvi Slovaške leta 1993 je bil današnji okraj ustanovljen šele leta 1996. Leta 2002 so postali vse Slovaški okraji avtonomni.

## Gospodarstvo
Glavna gospodarska dejavnost sta industrija in turizem. Dolina reke Váh, ki teče čez celotno regijo, tvori močno industrijsko bazo s tovarnami lesne industrije in inženiringa ter tovarnami Volkswagen in Kia v Žilini ter Martinu.

### Demografija
| Leto          | 1994    | 2004    | 2014    | 2024    |
| ------------- | ------- | ------- | ------- | ------- |
| Število ljudi | 682.983 | 694.129 | 690.449 | 686.063 |
| Razlika       |         | +1,63 % | −0,53 % | −0,63 % |

| Leto          | 2023    | 2024    |
| ------------- | ------- | ------- |
| Število ljudi | 687.174 | 686.063 |
| Razlika       |         | −0,16 % |

Gostota prebivalstva je 100,76/km2. Največja mesta poleg Žiline so še Martin, Liptovský Mikuláš, Ružomberok, Čadca in Dolný Kubín. Stopnja urbanizacije je razmeroma nizka, saj približno 50 % prebivalstva živi v mestih, pri čemer ima okrožje Námestovo najnižjo urbanizacijo v celotni Slovaški, le 15 %. Po popisu iz leta 2001 je bilo v regiji 692.332 prebivalcev, od tega večinoma Slovaki (97,5 %), ter manjšinski Čehi (<1%) ter Romi (<0,5%).